# モーセ・レオ
モーセ・レオ（Moses Leo、1997年8月11日 - ）は、ニュージーランドのラグビーユニオン選手。

## プロフィール
- ニュージーランド・タカプナ出身[1]。
- ポジションはセンター(CTB)。
- 身長 185cm、体重 90kg

## 略歴
2022年、ラグビーワールドカップセブンズ2022の7人制ニュージーランド代表に選ばれて準優勝に貢献。
2024年、パリ五輪の7人制ニュージーランド代表に選ばれた。